# 상주 복룡동 유적
상주 복룡동 유적(尙州 伏龍洞 遺蹟)은 대한민국 경상북도 상주시 복룡동에 있는 통일신라의 유적분포지이다. 2007년 5월 31일 대한민국의 사적 제477호로 지정되었다.

## 개요
「상주복룡동유적」은 통일신라시대부터 조선시대의 생활유구가 전 지역에 분포하고 있어 상주시 고대도시의 성격을 파악할 수 있으며 서민생활상을 복원, 연구하는데 역사적 가치가 있는 매우 중요한 생활유적이다.
상주복룡동유적지는 2004년 대한주택공사 등에서 택지개발하기 위하여 발굴조사를 실시한 결과, 통일신라시대부터 조선시대의 건물지, 연못, 수혈유구(竪穴遺構), 구상유구(溝狀遺構) 등과 도기류, 와·전류, 자기류 등 많은 유물이 출토되었다.
특히, 건물지와 우물 등 생활유구 들은 상주읍성지의 동편 외곽에 거주한 서민들의 생활상을 알 수 있고, 구상유구는 옛 상주읍성의 시가지 계획상의 동서 가로망의 방향과 일치하여 옛 상주읍성을 중심으로 한 시가지 계획의 일단을 입증할 수 있는 귀중한 자료로 평가된다.

## 참고 자료
- 상주 복룡동 유적 - 국가유산청 국가유산포털